# كاريزما كاربنتر
كاريزما كاربنتر (بالإنجليزية: Charisma Carpenter)‏ مواليد 23 يوليو 1970 في لاس فيغاس، نيفادا، الولايات المتحدة، هي ممثلة أمريكية بدأت مسيرتها الفنية عام 1994.

## الأعمال

### أفلام
- المستهلكون
- المستهلكون 2
- المستهلكون 3

### مسلسلات
- بافي قاتلة مصاصي الدماء
- آنجل
- المسحورات
- سوبرنتشرل

## روابط خارجية
- كاريزما كاربنتر على موقع IMDb (الإنجليزية)
- كاريزما كاربنتر على موقع ميتاكريتيك (الإنجليزية)
- كاريزما كاربنتر على موقع روتن توميتوز (الإنجليزية)
- كاريزما كاربنتر على موقع قاعدة بيانات الأفلام العربية
- كاريزما كاربنتر على موقع ألو سيني (الفرنسية)
- كاريزما كاربنتر على موقع تيرنر كلاسيك موفيز (الإنجليزية)
- كاريزما كاربنتر على موقع أول موفي (الإنجليزية)
- كاريزما كاربنتر على موقع قاعدة بيانات الأفلام السويدية (السويدية)
- كاريزما كاربنتر على موقع إن إن دي بي (الإنجليزية)
- كاريزما كاربنتر على موقع ديسكوغز (الإنجليزية)